# Down Under (Lied)
Down Under ist ein Song der australischen Band Men at Work. Das Stück ist im Reggae-Rhythmus gehalten, und der Text befasst sich mit australischen Eigenheiten.
Das Lied ist auf dem im November 1981 veröffentlichten Debütalbum der Band, Business as Usual, enthalten und wurde im Folgemonat in ihrem Heimatland als zweite Single ausgekoppelt. In anderen Ländern wie Deutschland und Großbritannien wurde die Single im Februar 1982 veröffentlicht. Das Stück erreichte in zahlreichen Ländern Platz eins der Charts.

## Entstehungsgeschichte
Der Song wurde im Mai 1978 in Melbourne von Colin Hay und Ron Strykert geschrieben, als die Band Men at Work noch nicht existierte. Erst 1979 entstand die Gruppe – deren Name sich von Verkehrsschildern in englischsprachigen Ländern ableitet („Straßenbauarbeiten“) – in der La Trobe University von Melbourne. Seit 1979 spielte die Band mit Flötist Greg Ham den Song in seiner heutigen Form.
Im Oktober 1981 produzierte der Amerikaner Peter McIan zusammen mit Toningenieur Jim Barbour bei Richmond Recorders in Sydney für CBS Records Australia Ltd. die ersten Aufnahmen mit der Band für deren Debütalbum Business as Usual, das im Oktober 1981 in Australien und im März 1982 in den USA erschien. Erste Single-Auskopplung hieraus war Who Can It Be Now, die nach Veröffentlichung am 11. Mai 1982 bis zur Nummer eins in den USA vordrang.

## Singleauskopplung und Erfolg
CBS entschloss sich kurz danach, den dritten Titel des Albums, Down Under, ebenfalls als Single auszukoppeln und in den USA im Oktober 1982 auf den Markt zu bringen. Down Under / Crazy  (Columbia #03303) kam am 6. November 1982 in die US-Singlecharts, als sich die Vorgänger-Single noch in den US-Top-10 befand. Das Debütalbum mit den sonderbaren Texten von Hay wurde sechsfach mit Platin ausgezeichnet und verkaufte 15 Millionen Exemplare weltweit, davon alleine sechs Millionen in den USA, und führte gleichzeitig mit der Single in den USA und in Großbritannien die Hitparaden an.
Die Single war unter anderem für vier Wochen Nummer eins in den USA, sechs Wochen in Australien und drei Wochen in Großbritannien. Auch in Kanada, Irland, Polen, Neuseeland und der Schweiz erreichte der Song die Chartspitze. Der Goldstatus für die Single wurde 1983 durch die amerikanische RIAA verliehen.
Down Under wurde von der Band während der Schlussveranstaltung der Olympischen Sommerspiele 2000 gespielt. Im Mai 2001 bedachte die Australasian Performing Rights Society in einer Liste der besten australischen Songs aller Zeiten Down Under mit Platz vier. Down Under gilt inzwischen als eine der inoffiziellen australischen Nationalhymnen wie Waltzing Matilda.

## Aufnahme und Inhalt
Down Under, womit die Australier umgangssprachlich ihren auf der anderen Seite der Erde gelegenen Kontinent bezeichnen, entstand in der Besetzung Colin Hay (Gesang/Gitarre), Ron Strykert (Gitarre/Gesang), Jerry Speiser (Schlagzeug/Gesang), John Rees (Bass) und Greg Ham (Saxophon, Keyboards, Gesang, Flöte, Harmonika). Der im Ska- und Reggae-Rhythmus präsentierte Song ist in B-Moll aufgenommen. Ein aus vier Takten bestehender Flötenpart des Multi-Instrumentalisten Greg Ham wurde Teil des Gesamtarrangements.
Der oft auch für die englischsprachige Welt außerhalb Australiens nicht auf Anhieb verständliche Song erzählt die Geschichte eines Australiers, der die Welt auf dem Hippie trail bereist. Er wird von Gesprächspartnern nach der ersten und dritten Strophe gefragt, ob er aus Down Under komme, wo Frauen braungebrannt sind („women glow“) und Männer plündern („men plunder“). Nach der zweiten Strophe gibt sich sein Gesprächspartner als Mann von Down Under zu erkennen, wo Männer sich wegen übermäßigen Bierkonsums übergeben („chunder“ im australischen Englisch umgangssprachlich für „kotzen“). Die übrige Welt nahm Notiz vom australischen Vegemite-Sandwich, einem konzentrierten Hefe-Extrakt, der als Brotaufstrich verwendet wird. Ein Teil des Textes ist australischer Slang: Der Reisende fährt in einem gammligen VW-Bus („fried-out Kombi“) und raucht Marihuana („head full of zombie“). Der Titel war zunächst als B-Seite von Keypunch Operator gedacht.
Colin Hay sagte zu „Songfacts“: „Der Refrain handelt in Wirklichkeit von dem Ausverkauf von Australien auf vielerlei Art und Weise, von der Überentwicklung des Landes. Es ist ein Lied über den Verlust von Hoffnung und Glauben in diesem Land. Es handelt von der Ausbeutung des Landes durch gierige Menschen. Es handelt letztlich davon das Land zu feiern, aber nicht auf eine nationalistische Weise und nicht auf eine flaggenschwenkende Weise. Es ist wirklich mehr als das.“

## Plagiatsstreit
Erst 28 Jahre nach Veröffentlichung wurden im Mai 2008 Plagiatsvorwürfe durch den Musikverlag Larrikin Music Publishing im Wege einer Klage gegen die Komponisten wegen Copyrightverletzung erhoben. Angeblich stamme ein Teil des Flötenarrangements aus Kookaburra Sits in the Old Gum Tree (Der Lachende Hans sitzt im alten Eukalyptusbaum), einem von Marion Sinclair geschriebenen australischen Pfadfinderlied aus dem Jahr 1934, für das erst 1975 Urheberrechtsschutz beantragt wurde. Dem auch heute noch allgemein bekannten Lied seien insgesamt zwei Takte aus dem Refrain des 92 Takte umfassenden Originals für Down Under entlehnt. Diese zwei Takte sind Teil der vier Takte umfassenden Flötenpassage. Die zwei übernommenen Takte machen 5,8 % aller Takte von Down Under aus. Die Gegenseite wandte ein, dass das Kinderlied Kookaburra in Dur geschrieben sei, während Down Under in Moll gehalten wäre. Zudem würden lediglich zwei Takte moniert, was quantitativ und qualitativ unbedeutend sei. Für den musikalischen Laien sei diese geringfügige Übereinstimmung nicht erkennbar.
Der Prozess in Sydney legte offen, dass Larrikin im Jahr 1990 das Original für 6100 australische Dollar erworben hatte, nachdem die Autorin Sinclair im Jahr 1988 verstorben war. Der Komponistin war zu Lebzeiten der Urheberrechtsverstoß nicht aufgefallen, obwohl sie den Welthit kannte. Der Musikverlag Larrikin verwaltete die Rechte inzwischen für Norm Lurie, den Geschäftsführer des Musikverlages Larrikin, der selbst dem multinationalen Konzern Music Sales gehört. Lurie belehrte die Gegenseite in der Melbourner Zeitung The Age: „Prüfe, bevor du die Urheberrechte anderer verletzt!“. Am 4. Februar 2010 erging das endgültige Urteil des australischen Bundesgerichts in Sydney, wonach Down Under substanzielle Teile des Originals enthalte und deshalb die Beklagten einen Schadensersatz an den Musikverlag Larrikin in noch festzusetzender Höhe wegen Urheberrechtsverletzung zu zahlen hätten.
Am 6. Juli 2010 wurde die Schadensersatzforderung mit 5 % der seit dem 20. Mai 2002 vereinnahmten Tantiemen festgelegt, die an den Musikverlag Larrikin abzuführen sind. Das Gericht stellte klar, dass es sich genau genommen um keine Urheberrechtsverletzung handelt, sondern ein Verstoß gegen das Handels-Usancengesetz (Trade Practices Act von 1974) vorlag. Der Musikverlag hatte ursprünglich 60 % aller bisherigen Tantiemen verlangt, was das Gericht als überzogen und unrealistisch verwarf. Aus der Schadensersatzsumme von etwa 670.000 Euro lässt sich ableiten, dass die Plattenfirma der Band seit 2002 mit diesem Song Einnahmen in Höhe von umgerechnet etwa 13,4 Millionen Euro erzielt haben muss. Hochgerechnet auf 28 Jahre seit Veröffentlichung wären das etwa 35 Millionen Euro Einnahmen mit nur einem Song – ein „echter Welthit“.

## Kommerzieller Erfolg

### Chartplatzierungen
| ChartsChartplatzierungen       | Höchstplatzierung | Wochen |
| ------------------------------ | ----------------- | ------ |
| Deutschland (GfK)              | 9 (36 Wo.)        | 36     |
| Schweiz (IFPI)                 | 1 (13 Wo.)        | 13     |
| Neuseeland (RMNZ)              | 1 (21 Wo.)        | 21     |
| Vereinigte Staaten (Billboard) | 1 (25 Wo.)        | 25     |
| Vereinigtes Königreich (OCC)   | 1 (12 Wo.)        | 12     |

| ChartsJahrescharts (1982) | Platzierung |
| ------------------------- | ----------- |
| Deutschland (GfK)         | 18          |
| Neuseeland (RMNZ)         | 19          |
| Schweiz (IFPI)            | 7           |

| ChartsJahrescharts (1983)      | Platzierung |
| ------------------------------ | ----------- |
| Vereinigte Staaten (Billboard) | 4           |
| Vereinigtes Königreich (OCC)   | 7           |

### Auszeichnungen für Musikverkäufe
| Land/Region                  | Auszeichnungen für Musikverkäufe (Land/Region, Auszeichnung, Verkäufe) | Verkäufe  |
| ---------------------------- | ---------------------------------------------------------------------- | --------- |
| Australien (ARIA)            | Gold                                                                   | 20.000    |
| Dänemark (IFPI)              | Platin                                                                 | 90.000    |
| Deutschland (BVMI)           | Platin                                                                 | 600.000   |
| Kanada (MC)                  | Gold                                                                   | 50.000    |
| Italien (FIMI)               | Gold                                                                   | 50.000    |
| Neuseeland (RMNZ)            | 5× Platin                                                              | 150.000   |
| Spanien (Promusicae)         | Platin                                                                 | 60.000    |
| Vereinigte Staaten (RIAA)    | Platin                                                                 | 1.000.000 |
| Vereinigtes Königreich (BPI) | 2× Platin                                                              | 1.200.000 |
| Insgesamt                    | 3× Gold · 11× Platin ·                                                 | 3.220.000 |